# Лернер, Герда
Герда Лернер (Gerda Hedwig Lerner, урожд. Kronstein; 30 апреля 1920, Вена — 2 января 2013, Мадисон) — американский историк австрийского происхождения, деятельница феминизма; пионерка истории женщин. Доктор философии (1966), профессор Университета Висконсина, где преподавала с 1980 года. Член Американской академии искусств и наук.

## Биография
Родилась в состоятельной еврейской семье; отец — Роберт, мать — Ilona Kronstein; сестра Нора. Перед тем как покинуть Австрию в 1938 году, она успела поработать в коммунистическом подполье. В 1939 году перебралась в США, в 1943 году получила тамошнее гражданство. С 1941 года замужем за Карлом Лернером (чему предшествовал её первый краткосрочный брак, окончившийся разводом в 1940 году и послуживший преимущественно для её переезда в США); в 1946 году появилась дочь, в 1947 году — сын. Творческая семья, обитавшая в Голливуде, пострадала от маккартизма. В 38-летнем возрасте (в 1958 г.) Лернер поступила в колледж, а затем в аспирантуру Колумбийского университета, за шесть лет получив степени бакалавра и доктора философии. С 1968 года начала преподавать в Sarah Lawrence College. Спустя двенадцать лет стала профессором в Университете Висконсина; основала там первую в стране PhD-программу по истории женщин. В 1981—1982 годах президент Организации американских историков (стала второй женщиной на этом посту). Многими современниками она считалась «преемницей» Мэри Берд.
В 1973 году умер её супруг и Лернер осталась вдовой; она более не выходила замуж. Остались внуки.
Удостоилась 17-ти почётных степеней.